# یواس‌اس النتون (پی‌اف-۵۲)
یواس‌اس النتون (پی‌اف-۵۲) (به انگلیسی: USS Allentown (PF-52)) یک کشتی بود. این کشتی در سال ۱۹۴۳ ساخته شد.